# Almesåkra
Almesåkra (en suédois, Almesåkra) est un village situé dans la province (landskap) de Småland dans le comté de Jönköping en Suède.
La population était de 216 habitants en 2013.
Le village compte une église.